# جاك غريغوري (لاعب كرة قدم أمريكية أمريكي)
جاك غريغوري (بالإنجليزية: Jack Gregory)‏ هو لاعب كرة قدم أمريكية أمريكي، ولد في 8 يونيو 1927 في إيست لانسداون في الولايات المتحدة، وتوفي في 4 ديسمبر 2014 في فيلادلفيا في الولايات المتحدة.